# 7 Canal Rías Baixas
7 Canal Rías Baixas es un canal local gallego propiedad de Televisión de la Mancomunidad del Salnés S.L., que empezó a emitir en 1994 con el nombre de Tele Salnés Barbanza (TVSB).
La emisora tiene tres sedes, una central en Ribadumia, y delegaciones en Puebla del Caramiñal y en Pontevedra.
Desde 2006 cuenta con licencias de TDT en las demarcaciones de Villagarcía de Arosa y Ribeira, e incluye además los municipios de Boiro, Noya, Rianjo, Puerto del Son, Muros, Puebla del Caramiñal, Outes, Carnota, Lousame, La Estrada, Sangenjo, Cambados, El Grove, Villanueva de Arosa y Caldas de Reyes.
Desde diciembre de 2014 cuenta con licencia de TDT en la ciudad de Pontevedra
- Datos: Q8179721